# Episcynia devexa
Episcynia devexa är en snäckart som beskrevs av Keen 1946. Episcynia devexa ingår i släktet Episcynia och familjen Vitrinellidae. Inga underarter finns listade i Catalogue of Life.